# Гунценхаузен
Гунценхаузен (на немски: Gunzenhausen) е град в регион Средна Франкония в Бавария в Германия, с 16 432 жители (2015).
В Гунценхаузен на 20 януари 1573 г. е роден астрономът Симон Мариус.